# José María Pagoaga Larrañaga
José María Pagoaga Larrañaga, španski rokometaš, * 11. november 1951, Mutriku, † 29. junij 1995, Donostia.
Leta 1980 je na poletnih olimpijskih igrah v Moskvi v sestavi španske rokometne reprezentance osvojil 5. mesto.